# Moussa Latoundji
Moussa Latoundji (Porto-Novo, Benín, 13 de agosto de 1978) es un exfutbolista y entrenador de fútbol de Benín que jugaba en la posición de centrocampista.

## Carrera

### Club
| Periodo   | Club                     |
| --------- | ------------------------ |
| 1993-1997 | AS Dragons FC de l'Oueme |
| 1997      | Julius Berger FC         |
| 1997–1998 | FC Metz B                |
| 1998–2005 | Energie Cottbus          |
| 2009–2010 | AS Dragons FC de l'Oueme |

### Selección nacional
Jugó para Benín en 21 ocasiones de 1993 a 2004 y anotó seis goles; uno de esos goles fue en la derrota por 1-2 ante Nigeria en Sfax por la Copa Africana de Naciones 2004, el único gol de Benín en el torneo.

### Entrenador
| Periodo   | Club                                          |
| --------- | --------------------------------------------- |
| 2007-2008 | Ludwigsfelder FC                              |
| 2009-2010 | AS Dragons FC de l'Ouémé (jugador-entrenador) |
| 2010-2011 | USS Kraké                                     |
| 2015–2022 | Cercle Mbéri Sportif                          |
| 2022-2023 | Benín                                         |

## Logros

### Jugador
- Premier League de Benín (2): 1993, 1994

### Entrenador
- Primera División de Gabón (1): 2019